# Museu de Arte e Cultura Popular
O Museu de Arte e Cultura Popular (mais conhecido MACP-UFMT) é um museu universitário e está localizado na cidade de Cuiabá, no estado de Mato Grosso. Foi inaugurado em Janeiro de 1974, apenas 3 anos e meio após a fundação da Universidade Federal de Mato Grosso. Ele promove atividades e exposições nas áreas de artes visuais e cultura popular e é responsável pela salvaguarda do patrimônio artístico-cultural de Mato Grosso.

## História
Antes da criação do MACP foi criado o CIAP (Centro de Informação e Artes Plásticas) no intuito de fazer uma sondagem das artes de Mato Grosso. Esse projeto foi aprovado pelo Ministério da Educação e Cultura em 1973, o que resultou na posterior criação do Museu de Arte e Cultura Popular. O CIAP inicialmente foi articulado por:  Aline Figueiredo, Humberto Espíndola e Therezinha de Jesus Arruda.
Mesmo sem espaço físico, em janeiro de 1974 foi criado o MACP na UFMT. Ele muda de local várias vezes até que no ano de 1999 ganha sua sede dentro do campos de Cuiabá. A proposta do museu era em torno do conceito de museu-ação, um organismo vivo de constante interação com a comunidade interna e externa da universidade, valorizando a arte mato-grossense.

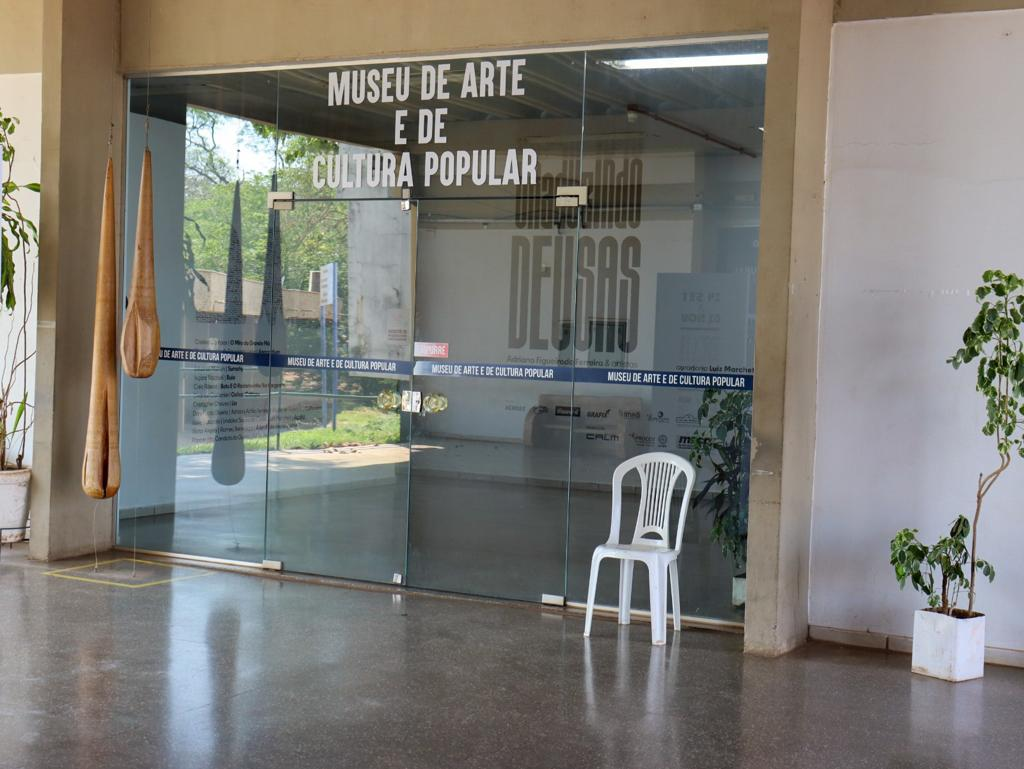
Entrada Museu de Arte e de Cultura Popular MACP-UFMT

Tendo como o primeiro diretor Humberto Espíndola e Aline Figueiredo como fundadora, dando ao museu um olhar voltado ao público, indo de encontro a comunidade a sua volta, as pessoas que não estavam acostumadas com o ambiente universitário, o pintor, pedreiro, guarda, as crianças e jovens da periferia Cuiabana, esses vão se tornar os futuros artistas da primeira, segunda e terceira geração do MACP.

## Ateliê Livre
O Ateliê Livre do MACP é um espaço onde se aprende sobre pintura, técnicas, desenho, cerâmica, colagem, oficinas de gravuras e artes digitais, um lugar cuja criatividade é sempre bem vinda. Foi nesse espaço que foram lançados os grandes nomes da arte mato-grossense. Quando surge o convite para participar da implantação da Fundação Cultural, localizada em um dos melhores espaços da cidade, a direção se mostrou entusiasmada. Em 1976 foi instalado o primeiro Ateliê Livre de Pintura, salão Jovem Arte Mato-grossense na Fundação Cultural, sendo necessário a parceria do governo e da universidade para a junção de recursos em favor da mesma causa.
Em 1981, 5 anos depois, é lançado o Ateliê Livre instalado pelo MACP dentro do campos da UFMT, o objetivo ainda era o mesmo, a inserção do cidadão comum na arte. Houve grande esforço para manter esses alunos no Ateliê, como aulas gratuitas, materiais a sua disposição e sem qualquer ônus nas vendas dos quadros, pensando também no sustento de suas famílias. O MACP rompeu com a visão do artista apenas dentro do mundo acadêmico. Para frequentar o Ateliê não era preciso ser matriculado na universidade, possibilitando o acesso ao publico externo, uma politica que se perpetua até os dias de hoje.
Um fator que motivou esse politica livre é que no ano de 1986 o Instituto de Artes da Universidade Federal de Goiáspromoveu o Salão Universitário do Centro-Oeste, onde os artistas do Ateliê Livre puderam representar a Universidade Federal de Mato Grosso. Foram enviados os principais frequentadores do Ateliê, que acabaram ganhando a maioria das premiações. Os universitário goianos, contudo, acabaram recorrendo ao júri com a acusação de que os representantes da UFMT não eram alunos matriculados em nenhum curso da Universidade, ou seja não eram vestibulandos. Dalva de Barros foi a responsável pelo Ateliê Livre da Fundação Cultural de Mato Grosso de 1976 à 1980 e de 1981 à 1996, supervisionando o Ateliê do MACP já no seu espaço dentro da universidade. Entre 1984 e 1987 o Ateliê passa pela orientação de Benedito Nunes e de Nilson Pimenta entre os anos de 1981 e 2017 (ano de sua morte).

## Artistas do Ateliê Livre
- Adão Domiciano[11]
- Adir Sodré[12]
- Aleixo Cortez[13]
- Benedito Nunes
- Carlos Lopes[14]
- Gervane de Paula[15]
- Gonçalo Luiz de Arruda[16]
- José Pereira[17]
- Júlio César[18]
- Márcio Aurélio dos Santos[19]
- Nilson Pimenta
- Sebastião da Silva[20]
- Valques Rodrigue[21]

## Três gerações de artistas
Durante o período de fundação e formação do MACP surgiram três gerações de artistas, a primeira forjada em tempos difíceis em meados da década 60 e que vão se afirmar na primeira metade dos anos 70, são eles: Humberto Espíndola, Dalva Barros, João Sebastião e Clovis Irigaray. No ano de 1976 foi instituído o Salão Jovem Arte-Mato-grossense, e o Ateliê Livre oferecendo material gratuito para os frequentadores. Nas quatro edições que foram realizadas entre 1976 e 1979 estiveram presentes: Adir Sodré, Gervane de Paula, Benedito Nunes, Nilson Pimenta, formados no ateliê por Dalva de Barros.
Já em 1981 com o Ateliê Livre no campus universitário e o acompanhamento dos Salões Jovem Arte, surge a terceira geração fruto dos esforços do Ateliê e do processo de animação cultural os artistas: Jonas Barros, Vitória Basaia, Regina Pena, Marcelo Velasco, Adão Domiciano, Carlos Lopes, Marcio Aurélio, Aleixo Cortez, Sebastião Silva, Julio Cesar, Elieth Gripp, Gonçalo de Arruda, José Pereira, Miguel Penha, Almira Reuter, Wander Melo, Valques Rodrigues, Paulo Pires, Roberto de Almeida, Lara Matana, Mató, Mari Bueno, Monica Lobo, Antonio Carlos Batista, Herê Fonseca e Luis Segadas.

## Acervo e arquitetura
O Museu vai ganhar seu espaço próprio 25 anos depois de sua criação em 1999, devido à construção do Centro Cultural. A partir daí o MACP tem seu espaço com salão expositivo, porém construída com algumas deficiências no campo da museologia e museografia. O museu possui apenas uma sala de exposição que leva o nome de Aline Figueiredo em homenagem a uma das fundadoras. É neste ambiente que são recebidas exposições individuais e coletivas e onde são armazenadas as obras de grandes artistas que passaram por ali. O acervo do MACP até o ano de 2010 teria em torno de 323 obras, mas continua recebendo doações.
O espaço conta com 2 banheiros, saguão, copa, sala de produção, secretaria, supervisão, administração, depósito e o acervo na parte exterior do museu.

## Exposições
Os locais das exposições de 1974 até a aquisição do espaço físico mudam ora para o bloco de tecnologia, ora para o Saguão do Teatro Universitário ou em outros lugares dentro do compus até a construção do museu em 1999. A partir do livro organizado por Aline Figueiredo e Humberto Espíndola - fundadores do Museu - chamado "Animação Cultural e Inventário do Acervo do Museu de Arte e de Cultura Popular da UFMT", é possível conhecer as principais exposições realizadas neste período, além dos artistas, do local e da temática de cada exposição.

## Catálogos MACP
Reunidos aqui, estão alguns catálogos encontrados na página do Museu de Arte e Cultura Popular vinculada a Universidade Federal de Mato Grosso, dos anos iniciais a criação do museu, estão catálogos de 1994, 1995,1975,1976, 1977, 1978,1979,1989 e 1992. Estes, mencionam os artistas, as temáticas abordadas lugar e ano ocorrido, formando uma pequena amostra do que foi apresentado nas exposições, e alguns são encontrados pequenos textos do que vem sendo trabalhado no ateliê.
- Ficheiro:Histórico-MACP.pdf
- Ficheiro:Exposição_Rubens_Gerchman.pdf
- Ficheiro:Mostra_Inaugural-_MACP.pdf
- Ficheiro:Jovens_Pintores_Matogrossenses.pdf
- Ficheiro:Catálogo_Takaski_Fukushima.pdf
- Ficheiro:Exposição_Márcio_Sampaio.pdf
- Ficheiro:Exposição_Orlando_Luiz.pdf
- Ficheiro:Catálogo_Dalva_e_o_Ateliê_Livre.pdf
- Ficheiro:Catálogo_IX_Festival_de_Inverso_de_Chapada_dos_Guimarães.pdf
- Ficheiro:Exposição_Clovis_Irigaray.pdf

## Exposições, Artistas, Temáticas e Local .

### A Problemática da Arte Brasileira
| Artista              | Inicio     | Final      | Local                         | Temática                                      |
| -------------------- | ---------- | ---------- | ----------------------------- | --------------------------------------------- |
| Paulo Roberto Leal   | 02/09/1974 | 15/10/1974 | Bloco de Tecnologia (UFMT)    |                                               |
| João Parisi Filho    | 24/10/1974 | 20/12/1974 | Bloco de Tecnologia (UFMT)    |                                               |
| Akashi Fukushima     | 25/03/1977 | 30/04/1977 | Bloco de Tecnologia (UFMT)    |                                               |
| Cildo Meireles       | 17/06/1975 | 30/06/1975 | Bloco de Tecnologia (UFMT)    | Sal sem carne e casos de sacos                |
| Luiz Paulo Baravelli | 29/09/1978 | 31/10/1978 | Bloco de Tecnologia (UFMT)    | Pinturas Renascentes                          |
| Luiz Áquila          | 09/11/1978 | 04/12/1978 | Bloco de Tecnologia (UFMT)    |                                               |
| Márcio Sampaio       | 23/08/1979 | 26/09/1979 | Bloco de Tecnologia (UFMT)    | Galeria Antropofágia                          |
| Bené Fonteles        | 02/1982    | ---        | Terminal Rodoviário de Cuiabá | Bené Fonteles-Xerografias / Colagens          |
| Antonio Caro         | 11/1980    | ---        | Bloco de Tecnologia (UFMT)    | Antonio Caro                                  |
| Humberto Espíndola   | 10/12/2002 | 10/01/2003 | MACP                          | Panorama retrospectivo-Bovinocultura 1967-202 |

### O Indigenismo
| Artistas                                           | Inicio     | Final      | Local                      | Temática                      |
| -------------------------------------------------- | ---------- | ---------- | -------------------------- | ----------------------------- |
| Valdir Sarubi                                      | 14/06/1974 | 15/07/1974 | Bloco de Tecnologia (UFMT) |                               |
| Conceição Freitas da Silva ( Conceição dos Bugres) | 24/07/1974 | 12/08/1974 | Bloco de Tecnologia (UFMT) |                               |
| Rubens Gerchman                                    | 06/1975    | ---        | Bloco de Tecnologia (UFMT) |                               |
| Edival Ramosa                                      | 25/08/1975 | 15/10/1975 | Bloco de Tecnologia (UFMT) |                               |
| Clóvis Irigaray                                    | 18/12/1975 | 31/01/1976 | Bloco de Tecnologia (UFMT) | Xinguanas                     |
| Gilberto Salvador                                  | 29/05/1979 | 20/07/1979 | Bloco de Tecnologia (UFMT) |                               |
| Cristiano Mascaro                                  | 09/1980    | ---        | Bloco de Tecnologia (UFMT) | Ninguém ensina o que não sabe |

### O Centro-Oeste
| Artistas                  | Inicio     | Final      | Local                      | Temática                                                  |
| ------------------------- | ---------- | ---------- | -------------------------- | --------------------------------------------------------- |
| Rubem Valentim            | 31/08/1976 | 23/09/1976 | Bloco de Tecnologia (UFMT) | Emblemas semióticos da cultura Afro-Brasileira            |
| Valdelino Lourenço        | 24/09/1976 | 30/10/1976 | Bloco de Tecnologia (UFMT) | Cenas e edificações de antigas cidades históricas goianas |
| Antônio Poteiro           | 05/1978    | 06/1978    | Bloco de Tecnologia (UFMT) |                                                           |
| Nelson Maravalhas Jh      | 18/12/1979 | 15/10/1975 | Bloco de Tecnologia (UFMT) |                                                           |
| Minnie e Cândida Sardinha | 03/1980    | ---        | Bloco de Tecnologia (UFMT) |                                                           |

### Individuais Destacadas
| Artista                    | Inicio     | Final      | Local                                     | Temática                                                  |
| -------------------------- | ---------- | ---------- | ----------------------------------------- | --------------------------------------------------------- |
| João Sebastião Costa       | 05/05/1977 | 10/06/1977 | Bloco de Tecnologia (UFMT)                | Coração Caipira                                           |
| Alcides Pereira dos Santos | 09/10/1979 | 10/11/1979 | Bloco de Tecnologia (UFMT)                |                                                           |
| Nilson Pimenta             | 07/1981    | ---        | Bloco de Tecnologia (UFMT)                |                                                           |
| Márcio Aurélio             | 16/06/1992 | 31/06/1992 | MACP                                      | Impressão do Cerrado                                      |
| Edir Sodré                 | 11/1992    | ---        | Saguão do Teatro Universitário            |                                                           |
| Jonas Barros               | 29/05/1992 | 14/05/1993 | Sala de exposição de Teatro Universitário | Jonas Barros                                              |
| Wander Melo                | 25/10/2000 | 12/11/2000 | MACP                                      | Cabral e Convidados                                       |
| Regina Pena                | 13/07/2001 | 27/07/2001 | MACP                                      | Desinventando Coisas                                      |
| Dalva de Barros            | 07/2001    | ---        | MACP                                      | Garimpos da memória                                       |
| Clóvis Irigaray            | 16/08/2001 | 31/08/2001 | MACP                                      | Arte-memória-corpo                                        |
| Silvio Sartori             | 05/09/2002 | 14/09/2002 | MACP                                      | Filatempo                                                 |
| Paulo Pires                | 08/07/2003 | 30/07/2003 | MACP                                      | Desejo da Pedra-Esculturas                                |
| João Sebastião Costa       | 01/09/2005 | 30/09/2005 | MACP                                      | Retina pagã                                               |
| Gervane de Paula           | 20/10/2005 | 30/10/2005 | MACP                                      | Campo Minado: Reflexões de um artista                     |
| Benedito Nunes             | 27/04/2006 | 16/06/2006 | MACP                                      | Barulhismo no Cerrado                                     |
| Vitória Basaia             | 27/10/2006 | 15/12/2006 | MACP                                      | Do universo inquieto de Vitória Basaia-Arqueologia urbana |
| Lara Matana                | 18/09/2009 | 30/10/2009 | MACP                                      | Essências                                                 |
| Miguel Penha               | 20/05/2010 | 20/06/2010 | MACP                                      | A natureza sob o olhar de Miguel Penha                    |
| Mató                       | 19/08/2010 | 18/09/2010 | MACP                                      | Janelas construtivas- Pinturas recentes                   |